# Сергей Маврин
Сергей Маврин е руски китарист, композитор и поет. Участвал е в групите Черный кофе, Металакорд, Ария, Маврин и Кипелов.

## Биография
Маврин е роден през 1963 в Казан. Когато е 12-годишен се мести в Москва. Сергей е фен на рок-музиката от дете, като любимите му групи са Led Zeppelin, Nazareth и Deep Purple. Научава се да свири на китара и клавир, въпреки че няма музикално образование. След като отбива военната си служба, започва музикалната си кариера в Черный кофе, а след като напуска групата, основава своя. Тя носи името Металакорд. Групата участва на фестивала „Рок панорама“, а най-известната им песен е „Злой рок“. През 1987 Маврин и колегата му от Черный кофе и Металакорд Максим Удалов се присъединяват към Ария. Взима участие в записването на 3 албума – „Герой асфальта“, „Игна с огнем“ и „Кровь за кровь“. Периодът на Ария с Маврин в състава си е считан за най-силния в историята на групата. Отделно Маврин участва в страничния проект Lion Heart, където вокалистка е българската певица Камелия Тодорова.
През септември 1994, след двуседмично турне в Германия, вокалистът Валерий Кипелов напуска групата, а след няколко месеца и Маврин. В крайна сметка Кипелов се връща в Ария, но Сергей отказва. През 1995 работи с Дмитрий Маликов и група TSAR. В 1997 Маврин и Кипелов издават солов албум – „Смутное время“. В него взимат участие и Алик Грановский(също бивш музикант на Ария) и Павел Чиняков. През май 1998 китаристът основава собствена група – „Маврик“. В дебютния албум „Скитлец“ Сергей свири на всички инструменти, освен ударните. Като гост-музикант е поканен Владимир Холстинин. През 2000 групата сменя името си на „Сергей Маврин“. В 2002 Сергей се присъединява към група Кипелов. През 2005 – 2006 Сергей участва на турнето на „Ария“ по повод 20 години от основаването на групата. След година Маврин издава концертният албум „Made in Питер“, съдържащ повечето песни от албумът „Откровение“. В 2009 участва в проекта Margenta и издава „Династия Посвящённых: Дети Савонаролы“. Също така участва и като гост-музикант в група „The Arrow“. През есента на 2010 е пуснат и албумът на група Маврин „Моя свобода“. На 27 май 2012 група Маврин провежда концерт по случай 14-годишнината на групата и излизането на новия сингъл „Илюзия“. В края на 2012 излиза последният албум на групата на Сергей Маврин, озаглавен „Противостояние“. В него участват много гост-изпълнители като Дмитрий Борисенков (Черный обелиск), Алексей Булгаков(Легион), Артур Беркут, Виталий Дубинин и Михаил Житняков.

## Дискография

### С Ария
- 1987 – Герой асфальта
- 1989 – Игра с огнём
- 1991 – Кровь за кровь
- 1995 – Ночь короче дня

### СВалерий Кипелов
- 1997 – Смутное время

### С група Маврин
- 1998 – Скиталец
- 2000 – Неформат 1
- 2001 – Химический сон
- 2002 – Одиночество
- 2004 – Запрещённая реальность
- 2005 – Обратная сторона реальности (EP)
- 2006 – Откровение
- 2007 – Live
- 2007 – Made in Питер (концертен)
- 2010 – Неформат 2(EP)
- 2010 – Моя свобода
- 2012 – Иллюзия (EP)
- 2012 – Противостояние
- 2015 – Неотвратимое
- 2017 – Белое солнце

### С група Кипелов
- 2003 – Путь наверх (концертен)

### С Пиер Едел
- 2014 – Press your fuck delete key!